# BDA-Preis Bayern

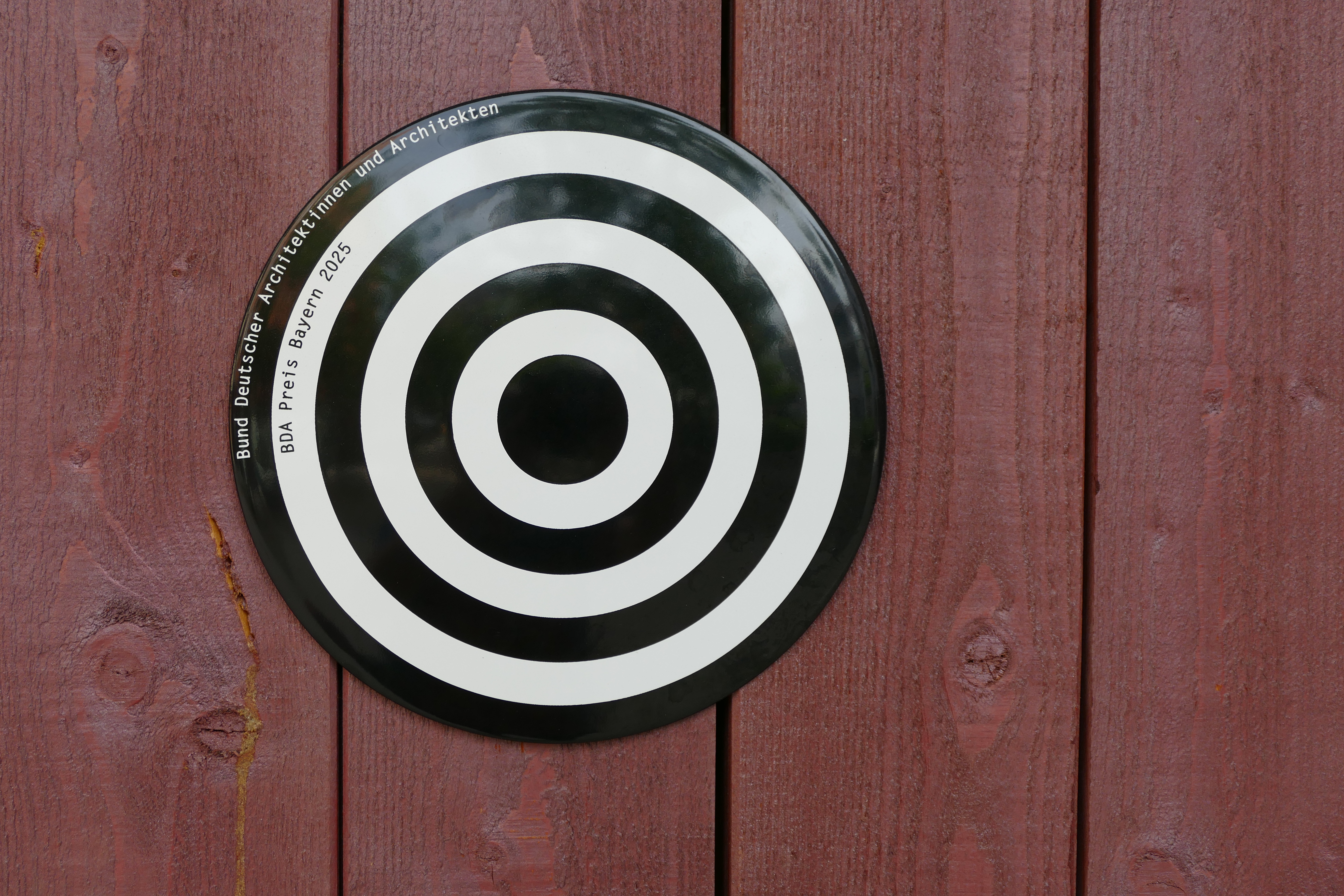
Plakette des BDA-Preises Bayern an der Wohnanlage in der Ute-Strittmatter-Strasse in Freiham

Der BDA-Preis Bayern ist ein Architekturpreis „für beispielgebende baukünstlerische Leistungen“ in Bayern.
| Medaillen | Architekten                    |
| --------- | ------------------------------ |
| 8         | Andreas Meck                   |
| 7         | Kurt Ackermann, Florian Nagler |
| 6         | Uwe Kiessler, Günter Behnisch  |

## Preisvergabe
Der Bund Deutscher Architektinnen und Architekten (BDA) Landesverband Bayern lobt seit 1967 den „BDA-Preis Bayern“ aus. Der BDA-Preis Bayern ist ein Ehrenpreis. Die prämierten Arbeiten werden für den Bundespreis, die Große Nike, nominiert.
Der BDA-Preis Bayern wird vom Bund Deutscher Architekten, Landesverband Bayern vergeben. „Der Preis kann einem Bauwerk, einer Gebäudegruppe oder einer städtebaulichen Anlage zuerkannt werden, deren Fertigstellung vom Zeitpunkt der Auslobung nicht länger als vier Jahre zurückliegen darf.“ Die Besonderheit des Preises, der auch für bemerkenswerte architekturtheoretische oder experimentelle Architektur vergeben werden kann, ist die Auszeichnung der beteiligten Architekten und der Bauherren „für ihr gemeinsames Werk“.

## Landesvorsitzende
- 1908–1933: Eugen Hönig
- 1948–1950: Max Unglehrt
- 1950–1954: Friedrich Seegy
- 1954–1961: Wilhelm Wichtendahl
- 1961–1965: Friedrich Seegy
- 1965–1970: Ernst Maria Lang
- 1970–1972: Peter Canisius von Seidlein
- 1972–1974: Christoph Hackelsberger
- 1974–1978: Peter Lanz
- 1978–1982: Werner Wirsing
- 1982–1984: Peter Seifert
- 1984–1988: Hubert Schulz
- 1988–1994: Herbert Kochta
- 1994–1997: Christoph Zobel
- 1997–1999: Erwin Huttner
- 1999–2006: Josef Peter Meier-Scupin
- 2006–2009: Karlheinz Beer
- 2009–2012: Petra Schober
- 2012–2016: Karlheinz Beer
- 2016–2021: Lydia Haack
- seit 2021: Jörg Heiler

## Preisträger

### 1967
| Ort        | Titel                                                            | Architekt                                               | Bauherr                                                     | Foto |
| ---------- | ---------------------------------------------------------------- | ------------------------------------------------------- | ----------------------------------------------------------- | ---- |
| Dachau     | Evangelische Versöhnungskirche im ehemaligen Konzentrationslager | Helmut Striffler                                        | Ev. Kirche in Deutschland EKD, Hannover                     |      |
| Roth       | Volksschule auf der Kupferplatte                                 | F. Reubl und Riedl                                      | Stadt Roth bei Nürnberg                                     |      |
| Coburg     | Evangelische Lutherische Gemeindezentrum St. Markus am Judenberg | Johannes Ludwig und Franz Riepl                         | Ev.-Luth. Gesamtkirchenverwaltung, Coburg                   |      |
| Landsberg  | Gut Lichtenberg                                                  | Franz Kießling                                          | Dipl. agr. E. Thyssen, Lichtenberg                          |      |
| München    | Salvatorgarage mit Bürogebäude der Bayerischen Staatsbank        | Franz Hart und Ernst Bogenberger                        | Bayer. Staatsbank, München                                  |      |
| Ingolstadt | Theater- und Konzertsaal                                         | Hardt-Waltherr Hämer und Marie-Brigitte Hämer-Buro      | Stadt Ingolstadt                                            |      |
| Landshut   | Städtebauliche Eingliederung des Kaufhauses Hertie               | K. Foerstl und H. Soll                                  | Fa. Kaufhaus Hertie, Frankfurt                              |      |
| München    | Erweiterungsbau der Bayerischen Staatsbibliothek                 | Hans Döllgast, Sep Ruf, Helmut Kirsten und Georg Werner | Bayer. Staatsministerium für Unterricht und Kultus, München |      |
| München    | Wohnhaus Fürstenried I                                           | Fred Angerer                                            | Städt. Sparkasse, München                                   |      |
| München    | Hypo-Bank Schwabing                                              | Kurt Ackermann                                          | Bayer. Hypotheken- und Wechsel-Bank, München                |      |

### 1969
| Ort               | Titel                                                   | Architekt                                         | Bauherr                                                    | Foto |
| ----------------- | ------------------------------------------------------- | ------------------------------------------------- | ---------------------------------------------------------- | ---- |
| München/Feldafing | Wohnanlagen Apoll und Herkules und Wohnanlage Feldafing | Jürgen Freiherr von Gagern und Udo von der Mühlen | Fa. Baufinanz GmbH&Co. KG, Bullmer und Rüttenauer, München |      |
| Schaftlach        | Hl. Geistkirche (abgebrannt)                            | Hans-Busso von Busse                              | Ev.-Luth. Pfarrgemeinde Gmund                              |      |
| Wasserburg        | Kreis- und Stadtsparkasse                               | Alexander Freiherr von Branca                     | Landkreis und Stadt Wasserburg                             |      |
| Nürnberg          | Gemeinschaftshaus Langwasser                            | Werner Böninger und Peter Biedermann              | Stadt Nürnberg                                             |      |
| Gräfelfing        | Rathaus                                                 | Werner Böninger und Peter Biedermann              | Gemeinde Gräfelfing                                        |      |
| München           | Verkehrsbauwerk Kreuzhof                                | Baureferat München                                | Bayer. Hypotheken- und Wechsel-Bank, München               |      |
| Wasserburg        | Fabrikationsgebäude SGS-Deutschland                     | Peter C. von Seidlein                             | SGS-Deutschland, Wasserburg                                |      |
| München           | Wiederaufbau der Staatlichen Antikensammlung            | Johannes Ludwig                                   | Freistaat Bayern, vertreten durch Landbauamt München       |      |
| München           | Hotel Residence                                         | Peter Lanz                                        | Barth und Müller, München                                  |      |
| Regensburg        | Knabenseminar                                           | Franz Kießling                                    | Bischöfl. Ordinariat, Regensburg                           |      |

### 1971
| Ort          | Titel                                              | Architekt                                                                         | Bauherr                                                | Foto |
| ------------ | -------------------------------------------------- | --------------------------------------------------------------------------------- | ------------------------------------------------------ | ---- |
| Ottobrunn    | Terrassenwohnanlage                                | Herbert Kochta                                                                    | Fa. G. Eichbauer, München                              |      |
| München      | Gärtnerhof auf dem Olympiagelände                  | Bernhard Winkler                                                                  | Olympiabaugesellschaft GmbH, München                   |      |
| München      | Renovierung der Kammerspiele                       | Reinhard Riemerschmid                                                             | Landeshauptstadt München, Kulturreferat                |      |
| München      | Paketposthalle an der Arnulfstraße                 | Rudolf Rosenfeld, OPD Nürnberg, Herbert Zettel, OPD München, Ulrich Finsterwalder | Oberpostdirektion München                              |      |
| Erlangen     | Neues Rathaus (Stadthalle, Hotel und Ladenzentrum) | Harald Loebermann                                                                 | Stadt Erlangen, Deutsche Anlagen Leasing, Mainz        |      |
| Kempten      | Kath. Pfarrzentrum „Christi Himmelfahrt“           | Robert Gerum                                                                      | Bischöfl. Ordinariat Augsburg, Kath. Stiftung, Kempten |      |
| Bad Füssing  | Kurzentrum                                         | Alexander Freiherr von Branca, München, O. Hofmeister, Eggenfelden                | Zweckverband Füssing                                   |      |
| Gambach/Main | Haus Taeuberhahn mit Atelier                       | Walther und Bea Betz                                                              | Olaf und Ingrid Taeuberhahn, Gambach                   |      |
| Harburg      | Märker Zementwerk                                  | Ackermann und Partner                                                             | Wolfgang Märker, Harburg/Schwaben                      |      |
| München      | Wohnanlage Moll                                    | Ackermann und Partner                                                             | Erbengemeinschaft nach Hermann Moll, München           |      |

### 1973
| Ort                  | Titel                                | Architekt                                                                            | Bauherr                                                  | Foto |
| -------------------- | ------------------------------------ | ------------------------------------------------------------------------------------ | -------------------------------------------------------- | ---- |
| Oberschleißheim      | Regattastrecke                       | Michael Eberl & Partner                                                              | Landeshauptstadt München                                 |      |
| Bamberg-Hollergraben | Hainbrücke                           | Bernhard Winkler                                                                     | Stadt Bamberg                                            |      |
| München              | Wohn- und Bürogebäude                | H. Borcherdt                                                                         | H. Borcherdt, München                                    |      |
| Wangen               | Einfamilienhaus                      | Jürgen + Marita Adam mit Ulf Harr                                                    | Norbert Knopp, Wangen                                    |      |
| Karlsfeld            | Wohnanlage                           | Adolf und Helga Schnierle                                                            | Heinz Kiwitz, München                                    |      |
| Rummelsberg          | Gemeindeakademie                     | von Busse + Partner                                                                  | Rummelsberger Anstalten der Inneren Mission, Rummelsberg |      |
| München              | Wiederaufbau der Glyptothek          | Josef Wiedemann, Rudolf Ehrmann, Karlheinz Scherrer, Otto Geisler und Adolf Schröter | Freistaat Bayern, vertreten durch Landbauamt München     |      |
| Augsburg-Hochzoll    | Postamt mit Dienstwohnungen          | F. Stauda und H. Strobel, OPD München                                                | Deutsche Bundespost                                      |      |
| Kochel               | Hallen- und Freibadzentrum „Trimini“ | Peter Seifert                                                                        | Gemeinde Kochel                                          |      |
| München              | BMW-Museum und Verwaltungsgebäude    | Karl Schwanzer                                                                       | Bayerische Motorenwerke München                          |      |

### 1975
| Ort                    | Titel                                        | Architekt                                                                         | Bauherr                                  | Foto |
| ---------------------- | -------------------------------------------- | --------------------------------------------------------------------------------- | ---------------------------------------- | ---- |
| München-Oberwiesenfeld | Studentenbungalows des Olympisches Dorf      | Werner Wirsing                                                                    | Studentenwerk München                    |      |
| München                | U-Bahnhof Marienplatz                        | Alexander Freiherr von Branca                                                     | Landeshauptstadt München, U-Bahn-Referat |      |
| München                | U-Bahnhof Münchner Freiheit                  | Paolo Nestler                                                                     | Landeshauptstadt München, U-Bahn-Referat |      |
| Regensburg             | Studentenwohnanlage                          | Oswald Peithner und Otto Rausch                                                   | Kreisüberlandwerk/Opf. GmbH, Regensburg  |      |
| Bergen                 | Rudolf-Alexander-Schröder-Haus               | Theodor Hugues                                                                    | ev.-luth. Kirchengemeinde, Übersee       |      |
| Regensburg             | Forum der Universität Regensburg             | Ackermann + Partner, Alexander Freiherr von Branca, Universitätsbauamt Regensburg | Freistaat Bayern                         |      |
| Postbauer-Heng         | Kirchenzentrum                               | Günter Ludwig Eckert                                                              | Kath. Kirchenstiftung                    |      |
| Dingolfing             | BMW-Wohnheimanlage                           | Steidle + Partner, Patrick Deby und Gerhard Niese                                 | Bayer. Motorenwerke AG, München          |      |
| Großhesselohe          | Haus Schröter                                | Adolf Schröter                                                                    | Adolf Schröter, Großhesselohe            |      |
| München                | Rechenzentrum der Landeszentralbank          | H. Höflich, E. Heinsdorff                                                         | Vorstand der Landeszentralbank in Bayern |      |
| Feldafing              | Bildungszentrum, Führungskreis d. Siemens AG | Friis & Moltke                                                                    | Siemens AG, München                      |      |
| München                | Wohnanlage                                   | Rudi + Roswitha Then Bergh                                                        | Brüder Then Bergh, München               |      |

### 1977
| Ort          | Titel                                                                  | Architekt                                 | Bauherr                                                              | Foto |
| ------------ | ---------------------------------------------------------------------- | ----------------------------------------- | -------------------------------------------------------------------- | ---- |
| Starnberg    | Haus Habermas                                                          | Hilmer und Sattler                        | Jürgen Habermas und Ute H. Wesselhöft                                |      |
| Erdweg       | Kindergarten                                                           | Otto Steidle, Patrick Deby, Gerhard Niese | Erzbischöfliches Seminar St. Willibald, Eichstätt                    |      |
| Eichstätt    | Einbau der paläontol. Samml. in das Jura-Museum auf der Willibaldsburg | Karljosef Schattner                       | Bischöfl. Seminar St. Willibald, Eichstätt                           |      |
| München      | Palmenhaus des Botanischen Gartens                                     | Landbauamt München                        | Freistaat Bayern, Bayer. Staatsministerium für Unterricht und Kultus |      |
| München      | Verwaltungsgebäude                                                     | Uwe Kiessler, München                     | Bayer. Rückversicherung München                                      |      |
| Meckenhausen | Umbau, Erweiterung und Restaurierung der Pfarrkirche „St. Martin“      | Christoph Hackelsberger, München          | Kath. Kirchengemeinde Hilpoltstein, Pfarramt Meckenhausen            |      |
| Dachau       | Rathaus                                                                | Werner Fauser und Herbert Kriegisch       | Stadt Dachau, Reitmeier (Oberbürgermeister)                          |      |
| Riedlhütte   | Landwirtschaftliches Anwesen                                           | Gerhard Haisch, München                   | W. Frank, St. Oswald / Bayerischer Wald                              |      |
| Dachau       | Josef-Effner-Gymnasium                                                 | Behnisch & Partner Architekten, Stuttgart | Landkreis Dachau                                                     |      |

### 1979
| Ort              | Titel                                     | Architekt                                                                             | Bauherr                                                   | Foto |
| ---------------- | ----------------------------------------- | ------------------------------------------------------------------------------------- | --------------------------------------------------------- | ---- |
| Ansbach          | Schul- und Sportzentrum „Bei der Bleiche“ | Behnisch & Partner, Stuttgart                                                         | Schulverband Hauptschule Rothenburg, Landkreis Ansbach    |      |
| Kolbermoor       | Grund- und Teilhauptschule                | Horst Teppert, München                                                                | Stadt Kolbermoor                                          |      |
| Wasserburg       | Sport- und Freizeitzentrum „Badria“       | Peter Seifert, München                                                                | Stadt Wasserburg am Inn                                   |      |
| Königsbrunn      | Schulzentrum                              | Hubert Schulz und Erwin Huttner, Augsburg                                             | Private Schule für Körperbehinderte, Königsbrunn          |      |
| Pollanten        | Kirchenerweiterung St. Georg              | A. Hempel, München und Florian Brand, Ingolstadt                                      | Kath. Kirchenstiftung St. Georg, Pfarrer Knoll, Pollanten |      |
| Neumarkt         | Haus                                      | A. Hempel und B. Schilling, München                                                   | Ernst-Herbert Pfleiderer, Neumarkt/Oberpfalz              |      |
| München-Sendling | Pfarrzentrum St. Stephan                  | Gerhard Haisch, München                                                               | Erzbischöfliches Ordinariat München-Freising              |      |
| Neu-Ulm          | Kultur- und Tagungszentrum                | Bernhard von Busse + U. Kraus, München                                                | Stadt Neu-Ulm                                             |      |
| München          | Büro- und Lagergebäude                    | Fahr + Partner PFP, München, Prof. E. Fahr, D. Schaich                                | Klöpfer und Königer, Hobelwerk-, Holzhandlung, München    |      |
| Coburg           | Parkhaus mit Wohnungen und Läden          | von Busse + Partner, München, Arch.gruppe Coburg Grindt, Wagner, Schneider, Schulwitz | Stadt Coburg – Stadtentwicklungsgesellschaft Coburg       |      |

### 1981
| Ort          | Titel                               | Architekt | Bauherr                                                     | Foto |
| ------------ | ----------------------------------- | --- | ----------------------------------------------------------- | ---- |
| Sibichhausen | Haus Haury am Starnberger See       | Walter und Bea Betz mit E. Mehner                                                                                                 | Sieglinde Haury, Sibichhausen                               |      |
| Garching     | ESO Headquarters                    | Fehling + Gogel mit Walter A. Noebel                                                                                              | European Southern Observatory                               |      |
| München      | Voliere im Tierpark Hellabrunn      | Jörg Gribl, Frei Otto, Edmund Happold und Michael Dickson                                                                         | Münchner Tierpark Hellabrunn AG                             |      |
| München      | Haus Herter                         | Heinz Hilmer und Christoph Sattler                                                                                                | Hans Herter, München                                        |      |
| Eichstätt    | Ostenstraße 18                      | Karljosef Schattner, Jörg Homeier, Gerold Richter, Andreas Fürsich                                                                | Stiftung Katholische Universität Eichstätt                  |      |
| Rosenheim    | Katholische Pfarrkirche St. Michael | Otto Steidle, Patrick Deby, Rüdiger Fritsch                                                                                       | Kath. Pfarrkirchenstiftung St. Michael, Rosenheim           |      |
| Kempten      | Berufliches Schulzentrum            | J. Bauer, Kurz, Rauch, Stockburger                                                                                                | Zweckverband Berufliches Schulzentrum Kempten               |      |
| Dingolfing   | Verwaltungsgebäude der BMW          | G. Benedek und N. Koch | Bayer. Motorenwerke AG, München                             |      |
| Starnberg    | Rummelsberger Stift                 | Werner Böninger und Peter Biedermann                                                                                              | Rummelsberger Anstalten der Inneren Mission e. V., Nürnberg |      |
| Nürnberg     | Giessereihalle                      | Fahr + Partner, München mit Dieter Schaich und Josef Reindl                                                                       | Alcan Aluminiumwerke, Nürnberg                              |      |
| Regensburg   | Haus Burghardt                      | Thomas Herzog & Verena Herzog-Loibl mit Ingenieur Julius Natterer, Landschaftsarchitekt Peter Latz und Künstler Rainer Wittenborn | M. und W. Burghardt, Regensburg                             |      |

### 1983
| Ort        | Titel                                       | Architekt                                                                           | Bauherr                                  | Foto |
| ---------- | ------------------------------------------- | ----------------------------------------------------------------------------------- | ---------------------------------------- | ---- |
| Eichstätt  | Umbau des Ulmer Hofes                       | Karljosef Schattner, Jörg Homeier, Andreas Fürsich mit Lichtplaner Walter Bamberger | Stiftung der Kath. Universität Eichstätt |      |
| Dingolfing | Verwaltungsgebäude der BMW                  | Gabor Benedek, N. Koch                                                              | Bayer. Motorenwerke AG, München          |      |
| München    | Wohnanlage Richter                          | Thomas Herzog & Bernhard Schilling                                                  | Jochen Richter, München                  |      |
| München    | Überdachung d. Freieisfläche im Olympiapark | Kurt Ackermann + Partner                                                            | Münchner Olympiapark GmbH                |      |
| Passau     | Universität                                 | Werner Fauser                                                                       | Universitätsbauamt Passau                |      |
| Passau     | Landratsamt am Domplatz                     | Rüdiger Möller und Günter Hofmann, Franz Xaver Putschögl                            | Landkreis Passau                         |      |
| München    | Bäckerei und Konditorei Rischart            | Uwe Kiessler und Partner, Hermann Schultz                                           | Rischart's Backhaus                      |      |

### 1985
| Ort                                   | Titel                                                                    | Architekt                                                                                       | Bauherr                                                                | Foto |
| ------------------------------------- | ------------------------------------------------------------------------ | ----------------------------------------------------------------------------------------------- | ---------------------------------------------------------------------- | ---- |
| Grub bei Poing                        | Labor- und Stoffwechselgebäude der Bayerischen Landanstalt für Tierzucht | Franz Riepl                                                                                     | Bayerisches Staatsministerium für Landwirtschaft und Forsten           |      |
| München                               | Jugendpsychiatrische Abteilung d. Heckscher-Klinik                       | Utz Peter Strehle                                                                               | Bezirk Oberbayern, München                                             |      |
| Dachau                                | Stadtteil-Mittelpunkt Dachau-Ost                                         | Josef Karg und Hubert Schraud                                                                   | Gemeinnützige Wohnbauge-Ernst-Reuter-gesellschaft mbH der Stadt Dachau |      |
| Schwanberg bei Kitzingen/Unterfranken | Ordenshaus der „Communität Casteller Ring“                               | Franz Göger, Schonungen                                                                         | Communität Casteller Ring                                              |      |
| München-Steinhausen                   | Neue Druckerei des Süddt. Verlages                                       | Architektengemeinschaft SV: Peter C. von Seidlein, Horst Fischer, Claus Winkler, Edwin Effinger | Süddeutscher Verlag GmbH Zeitungsdruck München oHG                     |      |

### 1987
| Ort                 | Titel                                            | Architekt                                                                                                 | Bauherr                                            | Foto |
| ------------------- | ------------------------------------------------ | --- | -------------------------------------------------- | ---- |
| Alzenau             | Forschungs-, Entwicklungs- und Produktionsbauten | Behnisch + Partner                                                                                        | Leybold-Heraeus, Alfred Hauff                      |      |
| Eichstätt           | Zentralbibliothek der Universität Eichstätt      | Behnisch + Partner                                                                                        | Stiftung der Kath. Universität, Eichstätt          |      |
| Fischen             | Gemeinde- und Pfarrhaus                          | Franz Riepl                                                                                               | Evang.-Luth. Pfarramt, Oberstdorf                  |      |
| München-Nymphenburg | Integriertes Wohnen                              | Otto Steidle, Jochen Baur, Patrick Deby, Bernd Jungbauer, Hans Kohl, Roland Sommerer, Gottfried Hansjakob | GEWOFAG Gemeinnützige Wohnungsfürsorge AG, München |      |
| Eching              | Friedhofsgebäude                                 | Sampo Widmann und Stephan Romero                                                                          | Gemeinde Eching                                    |      |
| Harlaching          | Haus Teppert                                     | Horst Teppert                                                                                             | Vera Kügler-Teppert, Horst Teppert                 |      |
| Brauneck            | Funkübertragungsstelle der Deutschen Bundespost  | Karin Maurer, Gerald Schloffer, Gisela Schmiedel, OPD München                                             | Deutsche Bundespost, Oberpostdirektion München     |      |

### 1989
| Ort             | Titel                             | Architektur                          | Bauherr                                              | Foto |
| --------------- | --------------------------------- | ------------------------------------ | ---------------------------------------------------- | ---- |
| München         | Klärwerk München II               | Ackermann + Partner                  | LH München, Baureferat                               |      |
| Starnberg       | Landratsamt                       | Auer + Weber                         | Landkreis Starnberg                                  |      |
| Passau-Neustift | Bayer. Demonstrationsbaumaßnahme  | Hermann Schröder und Sampo Widmann   | Gemeinnützige Wohnungsbaugenossenschaft Passau e. V. |      |
| Eichenau        | Sport- und Freizeitzentrum        | Peter Seifert                        | Gemeinde Eichenau                                    |      |
| Rosenheim       | Parkhaus                          | Bernhard Peck und Thomas Rössel      | Stadt Rosenheim                                      |      |
| München         | Pressegroßvertrieb                | Kiessler + Partner                   | Jost & Co GmbH, München                              |      |
| Rosenheim       | Ausstellungshalle „Alter Bahnhof“ | Josef Karg                           | Stadt Rosenheim                                      |      |
| Starnberg       | Mehrzweckhalle                    | Rüdiger Fritsch und Moritz Hauschild | Stadt Starnberg                                      |      |
| Garching        | Werner-Heisenberg-Haus            | Jürgen + Marita Adam                 | Max-Planck-Institut für Plasmaphysik                 |      |

### 1991
| Ort           | Titel                                                                           | Architektur                                                  | Bauherr                                    | Foto |
| ------------- | ------------------------------------------------------------------------------- | ------------------------------------------------------------ | ------------------------------------------ | ---- |
| Windberg      | Abt-Gebhard-Haus                                                                | Thomas Herzog und Peter Bonfig                               | Prämonstratenser Abtei, Windberg/Straubing |      |
| Penzberg      | Haus Franke                                                                     | Thomas Jocher                                                | Angelika und Thomas Franke                 |      |
| Geldersheim   | Frühmesskapelle                                                                 | Franz Riepl                                                  | Gemeinde Geldersheim                       |      |
| Puchheim      | Siedlung Sprengerinstraße                                                       | Manfred Kovatsch (Mitarbeit: Dieter Keller und Andreas Meck) | GBWAG, Bayer. Wohnungs-AG, München         |      |
| München       | Wohnhaus mit Atelierhaus Zentnerstraße                                          | Jürgen + Marita Adam                                         | Bayerische Rückversicherung, München       |      |
| Wörth am Main | Sanierung und Umbau der St. Wolfgangskirche zu einem Museum der Mainschifffahrt | Verena + Klaus Trojan                                        | Stadt Wörth am Main                        |      |
| München       | Fernmeldedienstgebäude Steinmetzstraße                                          | J. Köppl, H. Link, B. Maser                                  | Oberpostdirektion München                  |      |

### 1993
| Ort                     | Titel                                                             | Architektur                      | Bauherr                                          | Foto |
| ----------------------- | ----------------------------------------------------------------- | -------------------------------- | ------------------------------------------------ | ---- |
| München                 | Passagierabfertigungsbereich, Flughafen München                   | von Busse + Partner              | Flughafen München GmbH-FMG                       |      |
| München-Johanneskirchen | „Unsere kleine Stadt“ Schulzentrum für Hör- und Sprachgeschädigte | Utz Peter Strehle                | Bezirk Oberbayern                                |      |
| Pfaffenhofen an der Ilm | Grund- und Teilhauptschule                                        | Hein Goldstein und Bernhard Peck | Stadt Pfaffenhofen                               |      |
| München                 | Dachgeschoßaufstockung Rischarts Backhaus                         | Kiessler + Partner               | Gerhard Müller-Rischart                          |      |
| Roth                    | Bürgerhaus                                                        | Klaus und Ulrike Molenaar        | Stadt Roth/Mfr.                                  |      |
| Ingolstadt              | Museum für Konkrete Kunst                                         | Claus und Forster                | Freistaat Bayern, Staatsministerium der Finanzen |      |
| Weißenburg              | Erweiterung Staatliche Berufsschule Weißenburg                    | Reeg/Diezinger + Kramer          | Landkreis Weißenburg                             |      |

### 1995
| Ort                          | Titel                          | Architektur         | Bauherr                                   | Foto |
| ---------------------------- | ------------------------------ | ------------------- | ----------------------------------------- | ---- |
| Sulzbach-Rosenberg/Oberpfalz | Wohnbebauung                   | Fink + Jocher       | G. Meyer Wohnbau, Tiefenbach              |      |
| München                      | Kunstbau am Königsplatz        | Uwe Kiessler        | Landeshauptstadt München                  |      |
| München                      | Erweiterung des Maximilianeums | Volker Staab        | Bayer. Landtag und Stiftung Maximilianeum |      |
| Würzburg                     | Hauptverwaltung der Firma Götz | Webler und Geissler | Götz GmbH, Würzburg                       |      |

### 1997
| Ort           | Titel                                   | Architektur           | Bauherr                             | Foto |
| ------------- | --------------------------------------- | --------------------- | ----------------------------------- | ---- |
| Waldkraiburg  | Wohnanlage                              | Andreas Meck          | Stadtbau Waldkraiburg               |      |
| München       | Wohn- und Geschäftshaus Hildegardstraße | Peter C. von Seidlein | K. + P. C. von Seidlein             |      |
| Eichstätt     | Aula am Graben                          | Karl Frey             | Stift. Kath. Universität, Eichstätt |      |
| München       | Literaturhaus                           | Kiessler + Partner    | Stiftung Literaturhaus, München     |      |
| Eichstätt     | Caritas-Pirckheimer-Haus                | Wilhelm Huber         | St. Gundekar-Werk, Eichstätt        |      |
| Regensburg    | Wohnanlage                              | Fink + Jocher         | Fa. Dorrer, Regensburg              |      |
| Bad Tölz      | Haus Schroth                            | Fink + Jocher         | A. + U. Schroth, Bad Tölz           |      |
| München-Solln | Doppelhaus                              | Werner Bäuerle        | Paul Dahl, Landstuhl                |      |

### 1999
| Ort          | Titel                          | Architekt                                                           | Bauherr                             | Foto |
| ------------ | ------------------------------ | ------------------------------------------------------------------- | ----------------------------------- | ---- |
| München      | Haus Vatter                    | Josef Peter Meier-Scupin und Muck Petzet                            | Claus Vatter, München               |      |
| München      | Umbau der Gethsemanekirche     | Eberhard M. Wimmer                                                  | Evang. Kirchenbauamt München        |      |
| München-Riem | Grund- und Hauptschule         | Mahler Günster Fuchs                                                | Landeshauptstadt München            |      |
| Eckental     | Haus Majer                     | Matthias Loebermann                                                 | Majer, Eckental                     |      |
| Harlaching   | Marienklausensteg              | Felix Schürmann                                                     | Landeshauptstadt München            |      |
| Lenting      | Pfarr- und Jugendheim          | Andreas Meck und Stephan Köppel mit Lichtplaner Walter Bamberger    | Pfarrgemeinde St. Nikolaus, Lenting |      |
| Ingolstadt   | Wohnen                         | Andreas Meck und Stephan Köppel                                     | GWG Ingolstadt                      |      |
| Landshut     | Theater im Rottenkolber Stadel | Hild & Kaltwasser, München                                          | Stadt Landshut                      |      |
| Landshut     | Wartehaus am Ländtorplatz      | Hild und Kaltwasser                                                 | Stadt Landshut                      |      |
| Kissing      | Bürgerzentrum                  | Bühler + Bühler                                                     | Stadt Kissing                       |      |
| München      | U-Bahnhof Westfriedhof         | Auer + Weber und Ingo Maurer                                        | Landeshauptstadt München            |      |
| Ingolstadt   | Glacisbrücke                   | Ackermann + Partner mit Schlaich Bergermann Partner und Johann Grad | Stadt Ingolstadt                    |      |

### 2001
| Ort              | Titel                             | Architekt                       | Bauherr                                            | Foto |
| ---------------- | --------------------------------- | ------------------------------- | -------------------------------------------------- | ---- |
| München-Riem     | Aussegnungshalle Riem             | Andreas Meck und Stephan Köppel | MRG München-Riem Gesellschaft                      |      |
| München          | Herz Jesu Kirche                  | Allmann Sattler Wappner         | Kath. Pfarrkirchenstiftung Herz Jesu, München      |      |
| Etsdorf          | Erweiterung eines Siedlungshauses | -                               | Familie J. und W. Koch, Etsdorf                    |      |
| Bernried         | Museum der Phantasie              | Günter Behnisch                 | Freistaat Bayern                                   |      |
| Eichstätt        | Künstleratelier Lang              | Diezinger & Kramer              | Günter Lang, Eichstätt                             |      |
| Manching         | Seniorenwohnanlage                | Wolfgang Glaser                 | Markt Manching                                     |      |
| München          | Fünf Höfe                         | Herzog & de Meuron              | Fünf Höfe GmbH, München                            |      |
| Aggstall         | Haus Schwarz                      | Hild und K                      | B. Schwarz und Barbara Gross, Aggstall             |      |
| Roßdorf am Forst | Erweiterung Brauerei Sauer        | Hinkel & Schmitt                | Christian und Richard Sauer, Roßdorf               |      |
| München          | Anbau eines Ateliers              | Doris Thut                      | Institut für polykontexturelle Architektur München |      |
| Schweinfurt      | Museum Georg Schäfer              | Volker Staab                    | Freistaat Bayern / Stadt Schweinfurt               |      |
| Gleißenberg      | Haus und Atelier                  | Florian Nagler                  | Gabriele und Peter Lang, München                   |      |

### 2003
| Ort          | Titel                  | Architekt            | Bauherr                       | Foto |
| ------------ | ---------------------- | -------------------- | ----------------------------- | ---- |
| München      | Niedrigenergiehaus     | Andreas Meck         | Kammerl Marlies und Alexander |      |
| München      | KPMG-Gebäude           | Steidle + Partner    | KPMG-National Office, München |      |
| Kaufbeuren   | Zehenstadel und Steg   | Kehrbaum Architekten | -                             |      |
| Würzburg     | Kulturspeicher         | Brückner + Brückner  | Stadt Würzburg                |      |
| München      | Pinakothek der Moderne | Stephan Braunfels    | Freistaat Bayern              |      |
| Dießen       | Atelier im CURRY Park  | Bembé Dellinger      | -                             |      |
| München-Riem | Druckerei              | Amann & Gittel       | MP-Druck, München-Riem        |      |

### 2006
| Kategorie                   | Ort          | Titel                                     | Architekt                                            | Bauherr                                | Foto |
| --------------------------- | ------------ | ----------------------------------------- | ---------------------------------------------------- | -------------------------------------- | ---- |
| Wohnungsbau                 | München      | Microcompacthome, O2 Village              | Horden Cherry Lee, London und Haack Höpfner, München | Studentenstadt München e. V.           |      |
| Einfamilienhaus             | Quirin       | Haus Kaltenegger                          | Titus Bernhard, Augsburg                             | Familie Kaltenegger, Tegernsee         |      |
| Umbau                       | Kaufbeuren   | Haus am See                               | Kehrbaum Architekten, Augsburg                       | Klaus Kehrbaum                         |      |
| Stadtraum                   | Ingolstadt   | Bussteigüberdachung am Hauptbahnhof       | Tobias Brand, Ingolstadt mit Johann Grad, Ingolstadt | IFG Ingolstadt                         |      |
| Gewerbebau / Verwaltungsbau | Erkheim      | Ausstellungs- und Verwaltungsgebäude      | Matthias Loebermann, Nürnberg                        | Baufritz GmbH & Co. KG, Erkheim        |      |
| Bauen für die Gemeinschaft  | Bad Birnbach | 6 Gästehütten – Hotel Hofgut Hafnerleiten | studio lot, München                                  | Erwin Rückerl, Anja Horn, Bad Birnbach |      |
| Preis der Jury              | München-Riem | Datenwerk                                 | Florian Nagler, München                              | Ralf und Ulrike Lemkau GbR, München    |      |
| Publikumspreis              | Krailling    | Das Schwarze Haus                         | Peter Haimerl, München                               | Jakob und Simone Marquardt, Krailling  |      |

### 2010
| Kategorie                                                             | Ort                    | Titel                                      | Architekt                                                      | Bauherr                                                  | Foto |
| --------------------------------------------------------------------- | ---------------------- | ------------------------------------------ | -------------------------------------------------------------- | -------------------------------------------------------- | ---- |
| Umbau / Preis der Jury                                                | Eben                   | Birg mich, Cilli!                          | Peter Haimerl und Jutta Görlich, München                       | Peter Haimerl und Jutta Görlich                          |      |
| Einfamilienhausbau / Publikumspreis                                   | Frauenau               | energie.spar.haus                          | Oberprillerarchitekten, Hörmannsdorf und Doris Heym, Ottobrunn | Thomas Killinger                                         |      |
| Wohnungsbau                                                           | Ingolstadt             | Wohnbebauung                               | Beyer + Dier, Ingolstadt mit Johann Grad, Ingolstadt           | GWG Gemeinnützige Wohnungsbaugesellschaft, Ingolstadt    |      |
| Bauen für die Gemeinschaft / Sonderpreis Soziales Engagement          | Dachau                 | Besucherzentrum der KZ-Gedenkstätte Dachau | Florian Nagler mit Peter Latz                                  | Stiftung Bayerische Gedenkstätten, München               |      |
| Gewerbe- und Verwaltungsbau / Sonderpreis Ökologie und Nachhaltigkeit | Hohenbercha            | Biohotel im Apfelgarten                    | Michael Deppisch                                               | Andreas Hörger, Biohotel + Tafernwirtschaft, Hohenbercha |      |
| Sonderbau                                                             | Garmisch-Partenkirchen | Olympia-Skisprungschanze                   | Loenhart&Mayr, München                                         | Markt Garmisch-Partenkirchen                             |      |

### 2013
| Kategorie                                            | Ort                    | Titel                               | Architekt                     | Bauherr                                                                                | Foto |
| ---------------------------------------------------- | ---------------------- | ----------------------------------- | ----------------------------- | -------------------------------------------------------------------------------------- | ---- |
| Stadtbauliche Interpretation                         | Nördlingen             | Busbahnhof + P+R-Gebäude            | MORPHO-LOGIC                  | Stadt Nördlingen                                                                       |      |
| Atmosphärische Wirkung                               | Neuried                | Pfarrzentrum Sankt Nikolaus         | Andreas Meck                  | Katholische Kirchenstiftung Sankt Nikolaus                                             |      |
| Raumwirkung                                          | Bayrischzell           | Sanierung und Erweiterung Tannerhof | Florian Nagler                | Tannerhof GmbH & Co. KG                                                                |      |
| Soziales Engagement                                  | Ottobrunn              | Pfadfinderhaus                      | Palais Mai                    | Gemeinde Ottobrunn                                                                     |      |
| Soziales Engagement                                  | Mitterfirmiansreut     | Schneekirche                        | Koeberl Doeringer Architekten | Verein 100 Jahre Schneekirche Mitterfirmiansreut e. V.                                 |      |
| Ökologische Konzeption                               | Garmisch-Partenkirchen | Finanzamt                           | Reinhard Bauer                | Bayerisches Staatsministerium der Finanzen vertr. d. d. Staatliche Bauamt Weilheim     |      |
| Detailvollkommenheit                                 | Hohenschwangau         | Museum der Bayerischen Könige       | Volker Staab                  | Wittelsbacher Ausgleichsfonds vertreten durch seine TG Schlosshotel Lisl GmbH & Co. KG |      |
| Preis und Leistung                                   | Garching               | Interims Audimax                    | Deubzer König + Rimmel        | Bayerisches Staatsministerium für Wissenschaft                                         |      |
| Preis der Jury                                       | Pulling                | Halle design.s                      | Michael Deppisch              | Richard Stanzel                                                                        |      |
| „Urbane Nischen“ – Preis der Stiftung des BDA Bayern | Passau                 | Haus über der Gasse                 | Koeberl Doeringer Architekten | Margot Meierhofer                                                                      |      |

### 2016
| Kategorie                     | Ort         | Titel                               | Architekt | Bauherr                                            | Foto |
| ----------------------------- | ----------- | ----------------------------------- | --- | -------------------------------------------------- | ---- |
| Städtebau                     | Wettstetten | Neue Ortsmitte                      | Beer Bembé Dellinger, Greifenberg | Gemeinde Wettstetten                               |      |
| Wohnungsbau                   | Ansbach     | e% Energieeffizienter Wohnungsbau   | Michael Deppisch | Joseph-Stiftung Kirchliches Wohnungsbauunternehmen |      |
| Bauen für die Gemeinschaft    | Ergolding   | Gymnasium Ergolding                 | Behnisch Architekten mit Leinhäupl + Neuber | Landratsamt Landshut                               |      |
| Gewerbe- und Verwaltungsbau   | Schweinfurt | Rau und ruhig                       | Schlicht Lamprecht Architekten | Georg Lesch e.K.                                   |      |
| Bauen im Bestand / Denkmal    | Parsberg    | Burgsaal                            | Wegerer. Wittmann Architekten | Stadt Parsberg                                     |      |
| Kulturbauten & Preis der Jury | Blaibach    | Konzerthaus                         | Peter Haimerl | Gemeinde Blaibach                                  |      |
| Besondere Bauten              | Lauterhofen | Stille Örtchen Golfclub             | Berschneider + Berschneider | Golfclub Lauterhofen e. V.                         |      |
| Nachwuchspreis                | Ngaoubela   | OP-Gebäude für das Buschkrankenhaus | Hermann Kaufmann mit Julia Gräff, Michael Mayer, Phillip Weibhauser, Karina Gnüchtel, Doria Bornheimer, Magdalena Pfeffer, Stephanie Tröndlin-Ehrler |                                                    |      |

### 2019
| Kategorie                   | Ort        | Titel                                             | Architekt                               | Bauherr                                                       | Foto |
| --------------------------- | ---------- | ------------------------------------------------- | --------------------------------------- | ------------------------------------------------------------- | ---- |
| Wohnungsbau                 | München    | Parkplatzüberbauung am Dantebad                   | Florian Nagler                          | Gewofag Holding GmbH, München                                 |      |
| Bauen für die Gemeinschaft  | Bamberg    | Erweiterung der Maria-Ward-Schule                 | Peck.Daam Architekten                   | Erzbischöfliches Ordinariat, Bamberg                          |      |
| Gewerbe- und Verwaltungsbau | Augsburg   | Neubau Wertstoff- und Straßenreinigungsdepot Nord | Knerer und Lang                         | AWS Abfallwirtschafts- und Straßenreinigungsbetrieb, Augsburg |      |
| Bauen im Bestand / Denkmal  | Röttingen  | Einblick und Ausblick – Eine Burg für die Bürger  | Schlicht Lamprecht Architekten          | Stadt Röttingen                                               |      |
| Besondere Bauten            | Poing      | Kirchenzentrum Seliger Pater Rupert Mayer         | Andreas Meck und Axel Frühauf           | Erzbischöfliches Ordinariat München                           |      |
| Preis der Jury              | München    | Was ist schön?                                    | Matthias Richter                        | -                                                             |      |
| Nachwuchspreis              | Neuseeland | Die Kelterei – Vom Naturprodukt zum Kulturprodukt | Julian Kerkhoff (Betreuerin: Uta Graff) | -                                                             |      |

### 2022
Jury: Sven Aretz, Kirstin Bartels, Adeline Seidel, Peter Tschada, Petra Wollenberg
| Kategorie                   | Ort                   | Titel                                       | Architekt                                                   | Bauherr                                | Foto |
| --------------------------- | --------------------- | ------------------------------------------- | ----------------------------------------------------------- | -------------------------------------- | ---- |
| Wohnungsbau                 | Münsing               | Alles unter einem Dach                      | Arc Architekten                                             | Baugemeinschaft Pallaufhof Münsing GbR |      |
| Bauen für die Gemeinschaft  | Kirchheim bei München | Haus für Kinder                             | SPREEN Architekten                                          | Gemeinde Kirchheim-Heimstetten         |      |
| Gewerbe- und Verwaltungsbau | Deggendorf            | Flussmeisterstelle                          | bogevischs buero                                            | Staatliche Bauamt Landshut             |      |
| Bauen im Bestand / Denkmal  | Gundelsheim           | Haus, Stall, Scheune: Neue Bücherei         | Schlicht Lamprecht Architekten                              | Gemeinde Gundelsheim                   |      |
| Besondere Bauten            | Bad Aibling           | Forschungshäuser                            | Florian Nagler                                              | B&O Gruppe, Bad Aibling                |      |
| Preis der Jury              | München               | San Riemo                                   | summacumfemmer und Juliane Greb                             | KOOPERATIVE GROSSSTADT eG, München     |      |
| Studienpreis                | -                     | Ideal: Zur ethischen Kritik der Architektur | Moritz Hahn (Betreuer: Albert Dischinger, Wolfgang Fischer) |                                        |      |

### 2025
- Jury: Lukas Imhof, Annelen Schmidt-Vollenbroich, Frank Schönert, Marlene Witry, Maik Novotny

| Kategorie       | Titel                                                 | Ort          | Architektur                                                                                    | Bild |
| --------------- | ----------------------------------------------------- | ------------ | ---------------------------------------------------------------------------------------------- | --- |
| Mitgliederpreis | 6x60 Haus                                             | Schwabhausen | Tochtermann Wündrich                                                                           | |
| Preis           | Unser Gartenhaus – Haus ohne Zement                   |              | Florian Nagler                                                                                 | |
| Preis           | Ute-Strittmatter-Straße – Genossenschaftliches Wohnen | Freiham      | 03 Architekten, ENEFF Architekten, illiz architektur, Westner Schührer Zöhrer, a+p Architekten | Foto einer Fassade aus rötlichem Holz, das weitgehend von Balkonen und einer Außentreppe aus grauem Metall verdeckt ist |
| Preis           | Mehrgenerationenhaus                                  | Kranzberg    | Kofink Schels und buero dantele                                                                | |
| Preis           | Neues Bürgerzentrum                                   | Niederwerrn  | Schlicht Lamprecht Kern Architekten                                                            | |
| Preis           | UMBAU EINES 60ER JAHRE HAUSES                         |              | architekturbüro eder                                                                           | |
| Preis           | Interimsquartier Villa Stuck                          |              | ansa studios ArchitektInnen PartGmbB Dell Dyulgerova                                           | |
| Studienpreis    |                                                       |              | Jan Münch (Betreuer: Andreas Putz)                                                             | |

## Publikationen
- Bund Deutscher Architekten BDA Bayern: BDA Preis Bayern 2019 Ausgezeichnete Architektur in Bayern. Wilhelm Verlag 2019. S. 160, ISBN
- Bund Deutscher Architekten BDA Bayern: BDA Preis Bayern 2016 Ausgezeichnete Architektur in Bayern. Wilhelm Verlag 2016. S. 172, ISBN
- Bund Deutscher Architekten BDA Bayern: BDA Preis Bayern 2013. Wilhelm Verlag 2013. S. 172, ISBN
- Bund Deutscher Architekten BDA Bayern: BDA Preis Bayern 2006. Wilhelm Verlag 2006. S. 180, ISBN
- Arbeitskreis für Presse und Information im Landesverband Bayern des BDA (Hrsg.): BDA Information. BDA-Preis Bayern 1981, Gugath & Sohn, München 1981
- Arbeitskreis für Presse und Information im Landesverband Bayern des BDA (Hrsg.): BDA Information. BDA-Preis Bayern 1977, Gugath & Sohn, München 1977
- Arbeitskreis für Presse und Information im Landesverband Bayern des BDA (Hrsg.): BDA Information. BDA-Preis Bayern 1975, Gugath & Sohn, München 1975